# 4418 Fredfranklin
4418 Fredfranklin este un asteroid din centura principală, descoperit pe 9 octombrie 1931 de Karl Reinmuth.